# La Première (Francia)
La Première è un network televisivo pubblico francese di proprietà di France Télévisions. È formato da nove canali televisivi e nove stazioni radiofoniche locali diffuse nella Francia d'oltremare e una webradio.
Nato il 14 settembre 1954, il servizio di Radiodiffusion de la France d'Outre-Mer (RFOM) si componeva all'epoca solo delle radio d'oltremare. Ha cambiato nome nel corso degli anni (SORAFOM nel 1955, OCORA nel 1964, FR3 DOM-TOM nel 1975) e dagli anni è stato potenziato con l'arrivo dei canali televisivi.
Dal 17 settembre 1982 diviene una società nazionale con il nome di Société de radiodiffusion et de télévision pour l'outre-mer (RFO), divenuta Réseau France Outre-mer (RFO) il 15 settembre 1998 e la trasformazione in filiale del gruppo France Télévisions il 9 luglio 2004. Il 30 novembre 2010 diventa Réseau Outre-Mer Première, per poi cambiare nome in La Première a partire dal 1º gennaio 2018.